# Élections générales portoricaines de 2004
 (décembre 2018).
Si vous disposez d'ouvrages ou d'articles de référence ou si vous connaissez des sites web de qualité traitant du thème abordé ici, merci de compléter l'article en donnant les références utiles à sa vérifiabilité et en les liant à la section « Notes et références ».
Les élections générales de 2004 à Porto Rico ont eu lieu le 2 novembre 2004. 
Aníbal Acevedo Vilá, du Parti populaire démocrate (PPD), fut élu gouverneur de justesse, avec un faible écart avec son adversaire, Pedro Rosselló, candidat du Nouveau parti progressiste (NPP), qui demanda un recomptage des votes. Les deux candidats avaient une marge de différence de seulement 0,2 %, c'est-à-dire 3 566 voix. 
La faible victoire du PPD aux élections au poste de gouverneur obligea Aníbal Acevedo Vilá de désigner comme commissaire résident de Porto Rico, le colistier de Rosselló, Luis Fortuño.

## Résultats

### Gouverneur
| Candidat            | Parti                             | Votes   | %     |
| ------------------- | --------------------------------- | ------- | ----- |
| Aníbal Acevedo Vilá | Parti populaire démocrate         | 963 303 | 48,39 |
| Pedro Rosselló      | Nouveau parti progressiste        | 959 737 | 48,21 |
| Rubén Berríos       | Parti indépendantiste portoricain | 54 551  | 2,70  |

### Législatives
| Parti                                   | Sièges |
| --------------------------------------- | ------ |
| Nouveau parti progressiste (NPP)        | 32     |
| Parti populaire démocrate (PPD)         | 18     |
| Parti indépendantiste portoricain (PIP) | 1      |
| Total                                   | 51     |